# 春田M1873步槍
春田M1873步槍（英語：Model 1873 "Trapdoor" Springfield）是美国陆军所採用的第一款標準型後膛裝填式步槍（儘管在1867年，春田M1866步槍己在博兹曼小道沿線的部隊當中少量裝備使用）。該步槍的全長版本和卡賓槍版本都被廣泛用於隨後與美國原住民（即美洲印第安人）的戰鬥當中。發射.45-70-405（.45-70政府型）口徑步枪子彈。
M1873是鉸鍊式閉鎖閂式設計的第五款衍生型，並因其鉸鍊式後膛閉鎖件，就像活板門那樣開啟而得名。步兵步槍型號配備了325⁄8英寸（828.68毫米）槍管，而騎兵卡賓槍型則是採用22英寸（558.8毫米）槍管。它被其改進型，口徑同為.45-70的春田M1884步槍所取代。

## 選擇過程

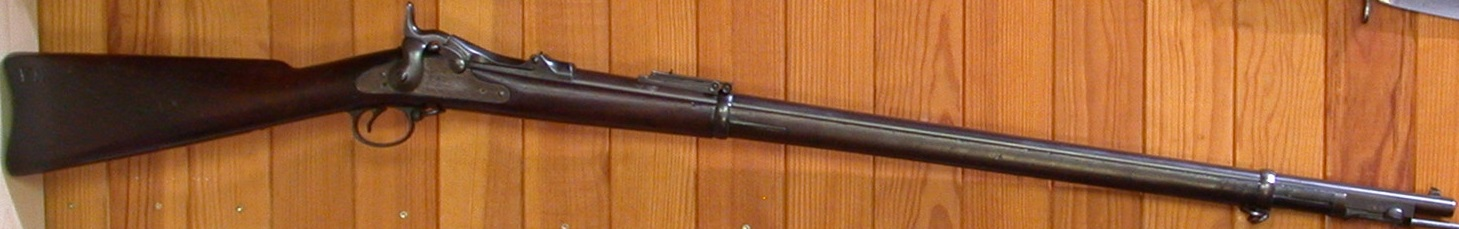
春田步槍 M 888

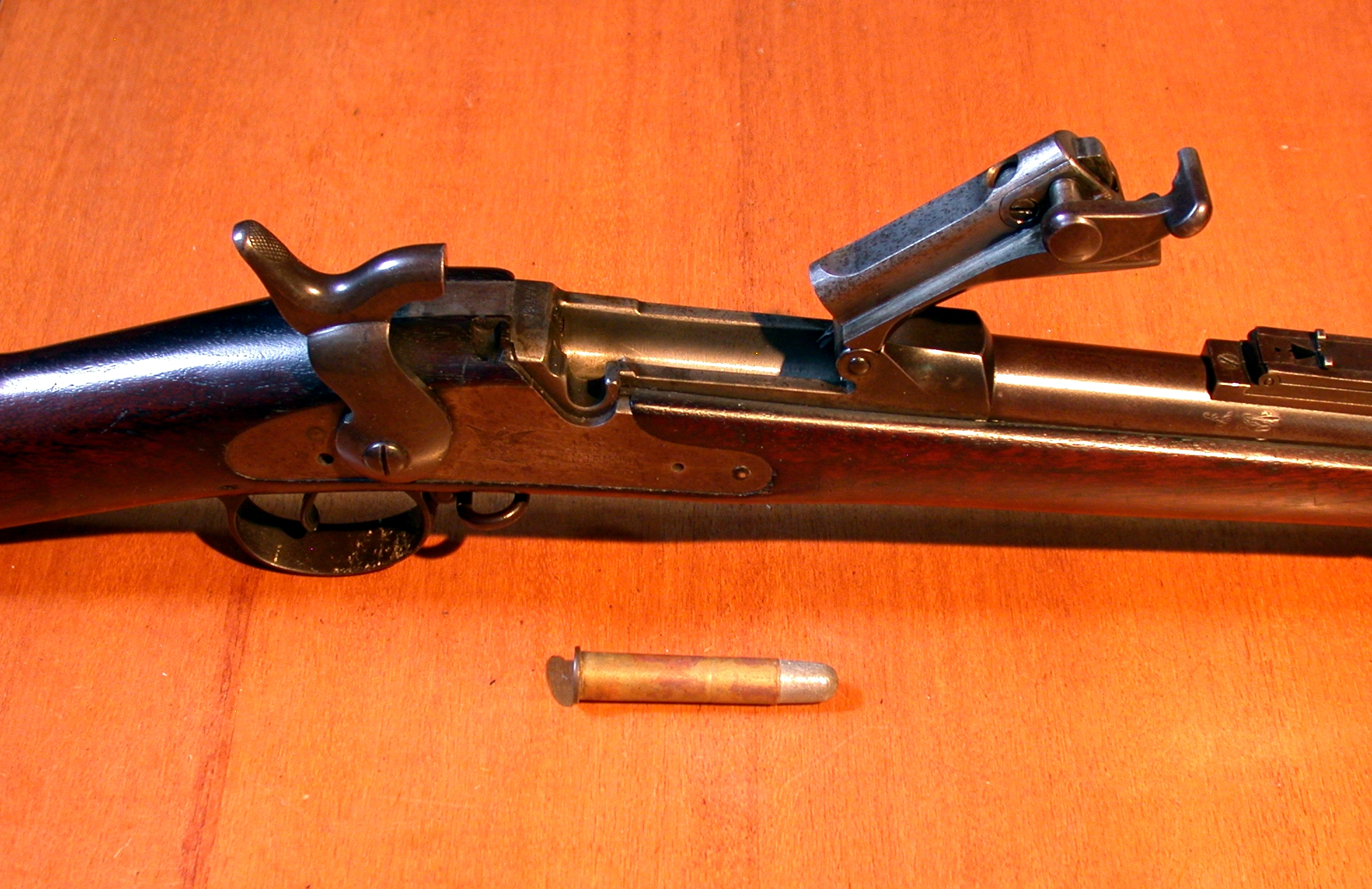
春田 步槍 M1888，鉸鍊式閉鎖閂（上掀）

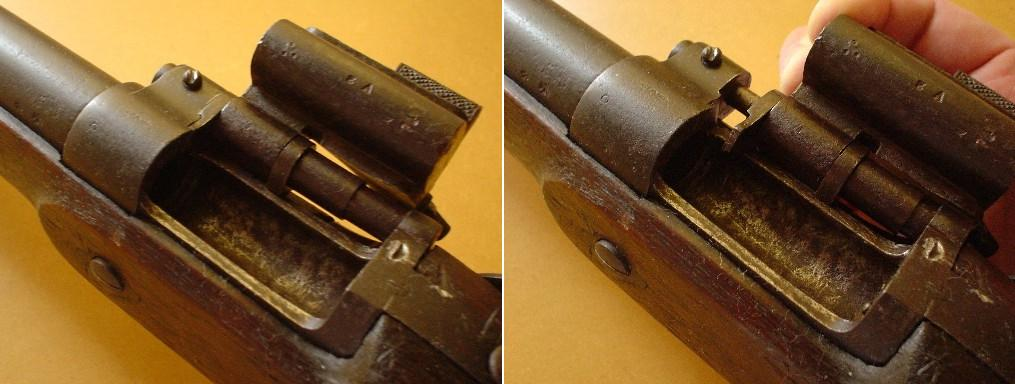
史奈德-恩菲爾德步槍（Snider-Enfield）鉸鍊式閉鎖閂（側掀）

在1872年至1873年，由亞爾佛德·H·泰利準將所領導的軍事委員會，根據美國軍方為步槍和卡賓槍選擇的後膛裝填系統，對包括春田、夏普斯、皮博迪、惠特尼、斯賓塞、雷明登和溫徹斯特等多家國內外生產商、共99枝步槍進行檢驗和測驗。試驗當中包括準確性、可靠性、射速和承受不利條件的能力的測試項目。在當時，單發與配備彈匣的系統兩方面亦有考慮，但單發被認為更可靠。在春田兵工廠和總督島進行的射擊測試當中，新兵的平均射速為8發／分鐘，而有經驗的士兵則是15發／分鐘。而董事會所推薦的“第99號春田”步槍，就成為了M（Model）1873。

## 彈道
其步枪彈藥的名稱為“.45-70-405”。它的槍口速度為1,350英尺／秒（410公尺／秒），使得其成為當時的小規模戰術的強大而有效的彈藥。除此以外還製有55格令（3.6克）火藥（卡賓槍裝藥）的減裝彈，由卡賓槍型所使用，以減輕騎於馬上的骑兵的後座力。該彈藥的槍口初速相應地降低至1,100英尺／秒（340公尺／秒），而有效射程亦有所降低。

## 用於戰鬥
該步槍最初發配銅製彈殼彈藥，並且在19世紀下半葉用於美國西部；但士兵們很快就發現，擊發時，銅在後膛裡過度膨脹。另一個問題是皮革攜具當中的銅會產生一層綠色薄膜，而該薄膜會很快地在擊發時將彈殼熔焊接到卡賓槍的後膛裡。這會令擊發過後的彈殼的抽殼受阻，進而在有時導致步槍卡殼。卡殼需要使用刀刃或是類似工具進行手動抽殼，並可能導致無推殼頂桿以排除卡殼的卡賓槍版本武器，在戰鬥當中除了用作棍棒以外就毫無用處。
1876年6月，在小大角战役當中，乔治·阿姆斯特朗·卡斯特中校所率領的营（配備卡賓槍和卡賓槍裝藥的彈藥）全軍覆滅以後，調查首先表明：卡賓槍的卡殼可能是一個原因；儘管到了1983年，考古發掘遺址發現的證據表明，只有3.4％的案例顯示卡殼的武器有被撬動過的跡象。這既不考慮被推殼頂桿或其他“棍棒”以（強行）排除彈殼，也沒有考慮從即時戰區和非常有限的考古調查區以外排除掉卡殼的步槍。而卡斯特營的每一款武器都淪為印第安人的戰利品。M連指揮官托馬斯·法蘭西（Thomas French）上尉一直忙於在雷諾防禦陣地線以上，以其配備的步兵步槍以上所附帶的清潔棒以排除從陣線上的騎兵所傳來的卡賓槍的卡殼。隨後，該彈藥改用黃銅彈殼進行重新設計，因為這種材料的膨脹程度不如銅那麼嚴重。事實證明，這是一項重大改進，因為從那時起到現在，黃銅就成為美國軍用彈藥當中所使用的主要材料。在小大角的失敗發生以後，各部隊需要在每週執行兩次射靶練習。
黑火藥推進的M1873繼續成為美國軍方的主要步槍，直到逐漸被（基本上是）挪威卡拉格—約根森步槍槍機的彷製國產型，春田M1892栓式步槍所取代。替換始於1892年，儘管意味著過時，但M1873仍在古巴的美西战争和菲律賓期間被二線單位所採用；但在這方面，它相對於配備了7毫米口徑西班牙M93毛瑟槍機步槍的西班牙部隊而言可是處於不利之地。
據報導說，在第一次世界大战期間，剩餘的鉸鍊式閉鎖閂春田步槍被分發給居住在沿海地區的平民，以在德國入侵時提供武裝民兵。

## 圖集

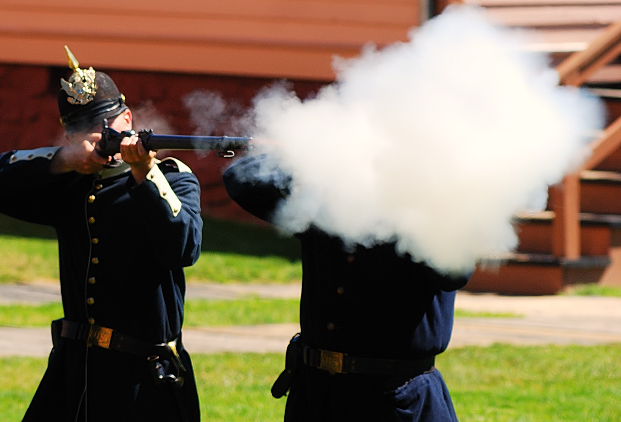
2008年，重演者在麥基諾堡（英语：Fort Mackinac）使用春田M1873後膛式步槍射擊。
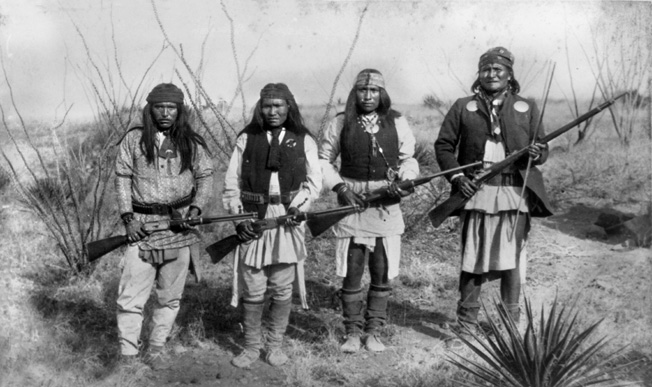
1886年，傑羅尼莫（右）與他的同伴、阿帕契族勇士一起手持春田M1873後膛式步槍。

## 資料來源
1. ↑  一部份武器在美西戰爭和美菲戰爭期間仍在使用
2. ↑  BOARD of OFFICERS. . United States. Army. Ordnance Dept. 1873: 99–106  [2020-05-16]. （原始内容存档于2016-06-24）.
3. ↑  表示藉由70格令（4.5克）的黑火藥推動405格令（26.2克）的.45口徑（11.43毫米）彈丸
4. ↑  Fox, Richard A., Archaeology, History and Custer's Last Battle, 1993, University of Oklahoma Press, ISBN 0-8061-2998-0, pp. 241–242

## 外部連結
- （英文）—Shoot! Magazine article on the .50-70 cartridge, predecessor to the .45-70
- （英文）—Uberti web site （页面存档备份，存于） with images of currently cataloged reproduction